# Café filtre
Pour un article plus général, voir Café#Préparation de la boisson.
Ne doit pas être confondu avec Café filtre indien.

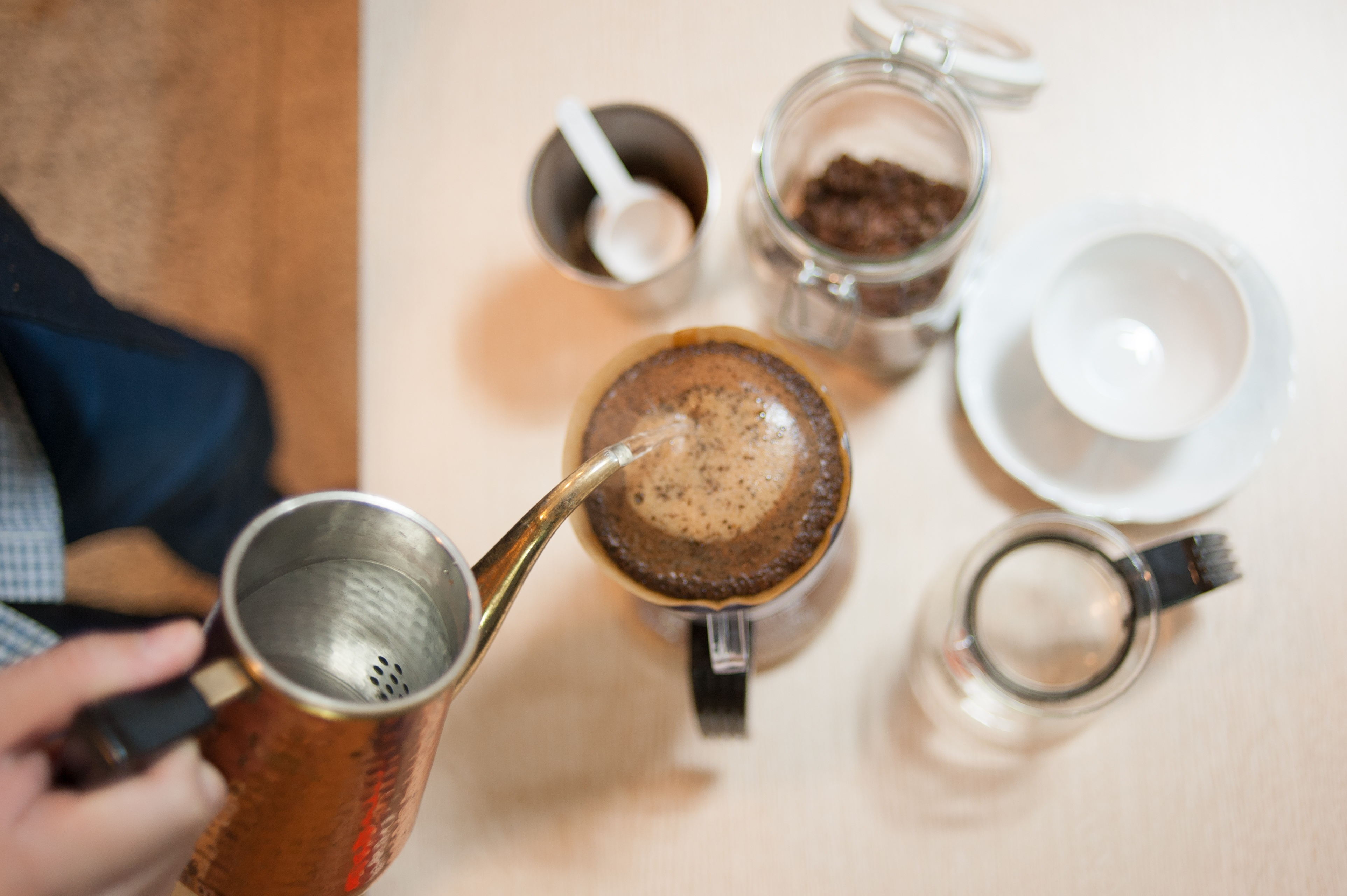
Café filtre

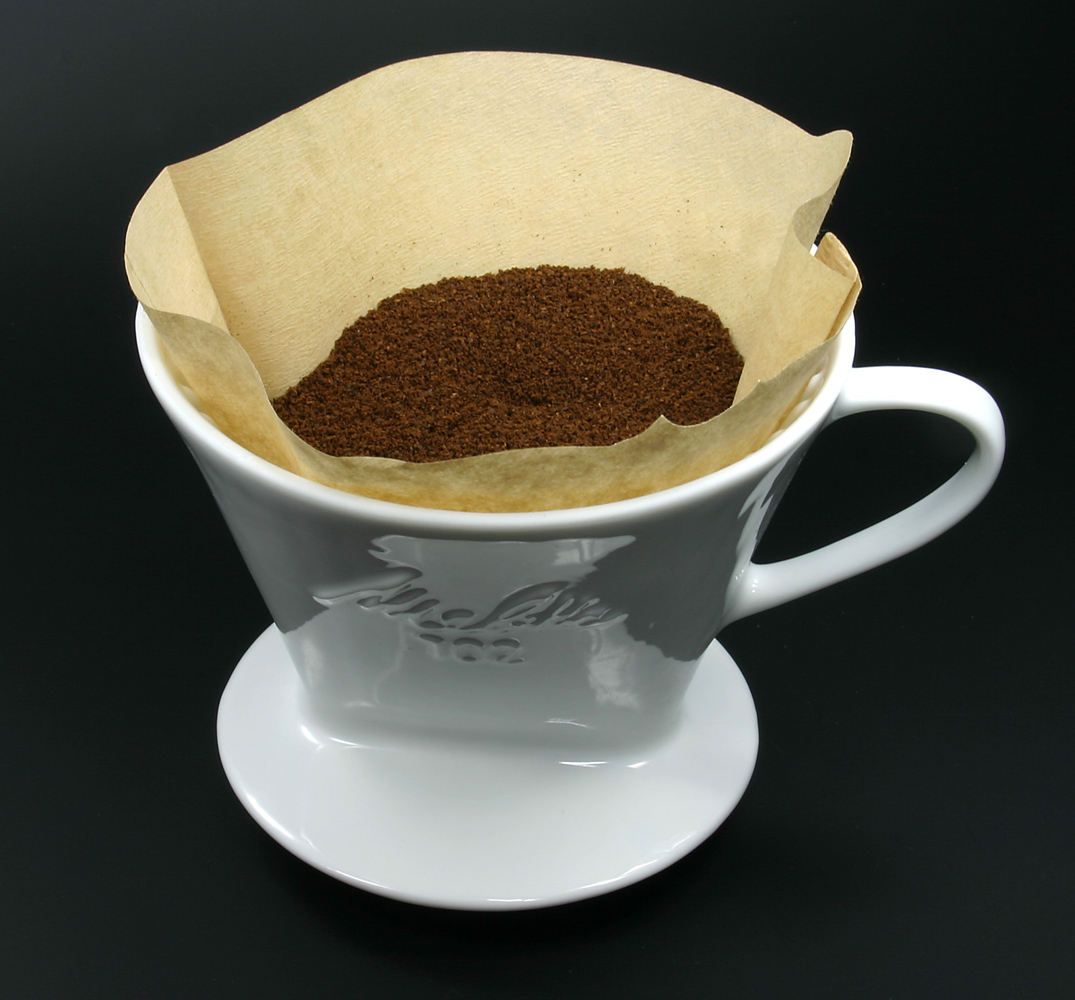
Filtre à café.

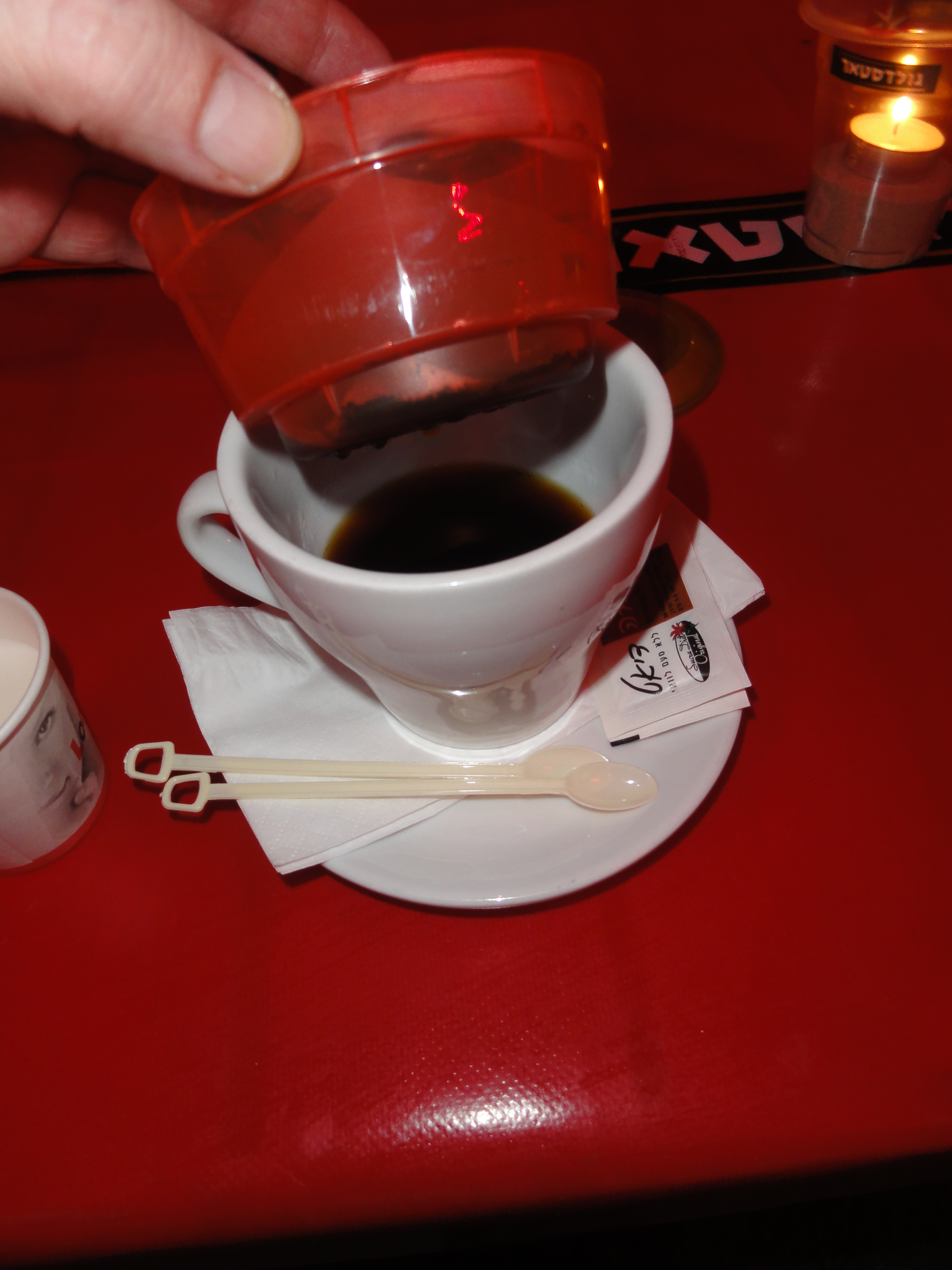
Café filtre.

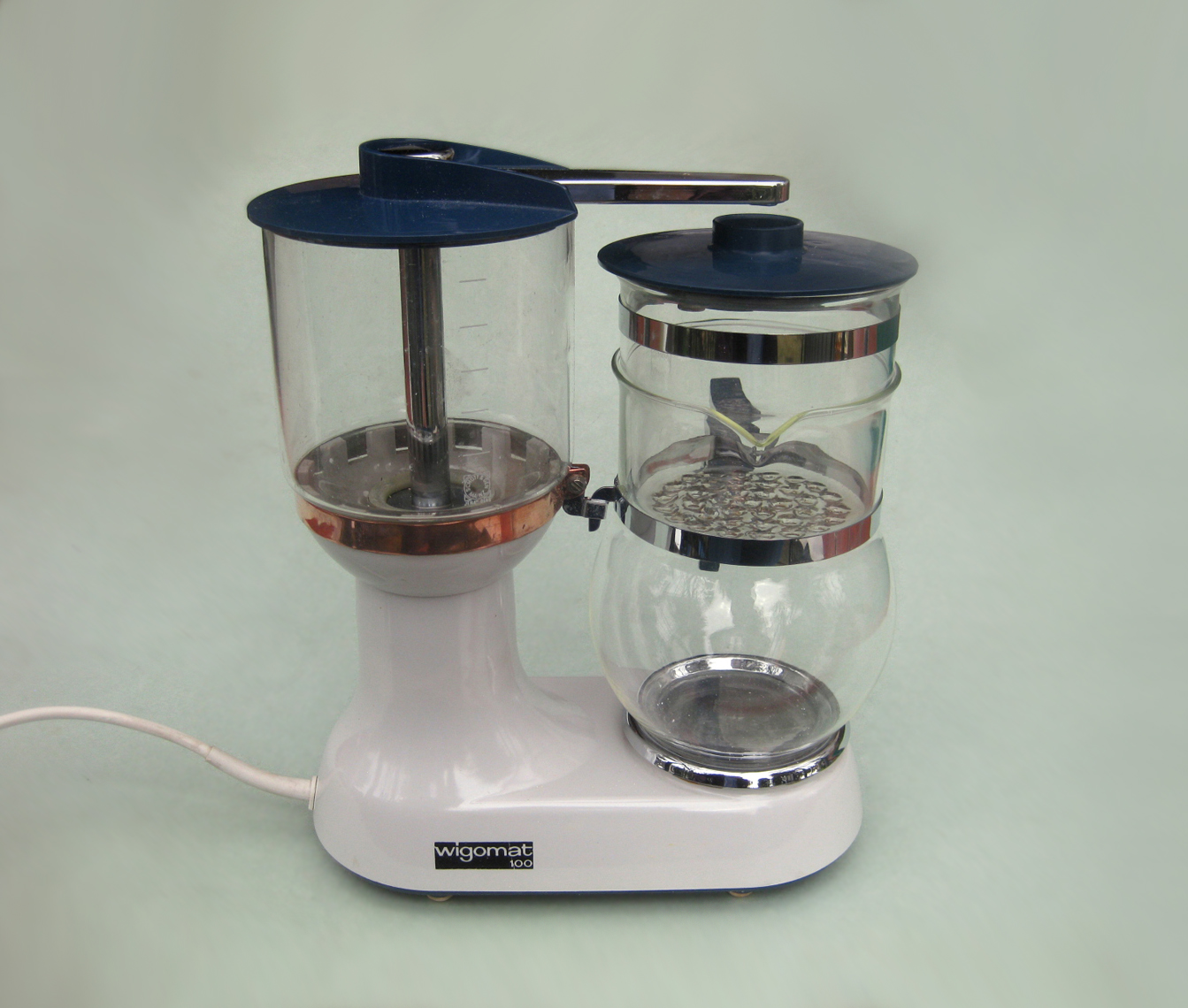
Première machine à café filtre Wigomat 100, version modifiée de 1958

Le café filtre est un style de café préparé en faisant lentement passer de l'eau frémissante dans un filtre à café rempli de café moulu. On appelle cette méthode de préparation de café la méthode douce ou lente, en opposition avec la préparation de l'espresso. Le filtre est fréquemment en papier et à usage unique, mais il en existe également en nylon, réutilisables. Selon la définition du TLFi, cette appellation est en théorie réservée aux cafés obtenus sur des tasses ayant chacune un filtre, mais l'usage courant étend le nom à tous les cafés obtenus à travers un filtre, avec ou sans machine à café. 

## Description
Il existe deux principales méthodes d'extractions du café filtre : par immersion ou par filtration. 
L'eau s'écoule dans le café par percolation sous l'effet de la gravité. Le liquide infusé est recueilli sous le filtre dans une cafetière ou dans la tasse directement.
Techniquement, ce procédé est une lixiviation, procédé proche de l'infusion.
Il ne s'agit pas d'une décoction qui détruit certains arômes et en ajoute de nouveaux (brûlé, etc.). Cette tradition est suivie par le proverbe : « café bouillu, café foutu ».

## Méthodes d'extractions
Le principe d'Immersion, est de mélanger le café moulu à de l'eau chaude dans un contenant, et de le laisser en contact un certain temps (entre 1 et 4 minutes selon la méthode employée). Ensuite on les sépare pour obtenir un café buvable. 
Le principe de filtration, quant à lui, consiste à extraire le café moulu à travers un filtre qui contient la mouture. L'eau préalablement chauffée mouille et traverse la mouture puis le filtre. Contrairement à la méthode par immersion, le temps de préparation va dépendre de la vitesse à laquelle l'eau est versée dans le porte filtre et de la taille de la mouture du café. 

## Les principales cafetières

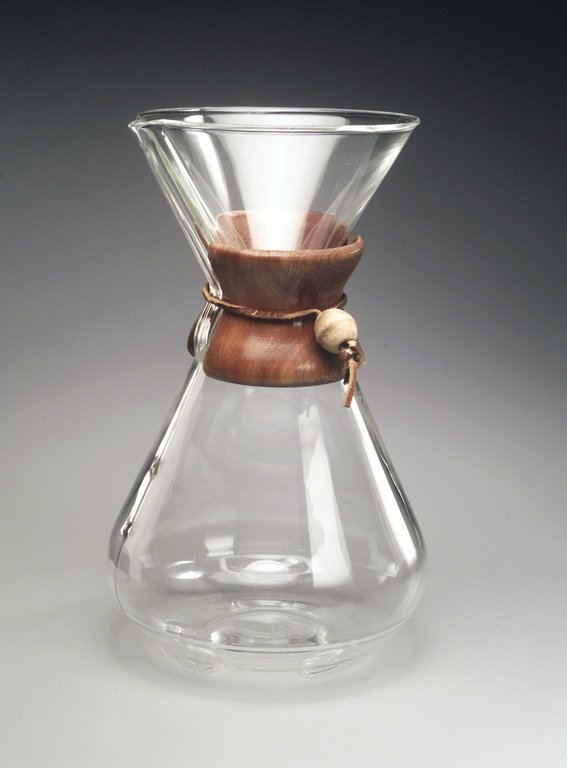
Café filtre au design moderne

Le café filtre peut se réaliser par différentes type de cafetière, ou méthodes qui ont chacune leur particularité. 
Les principales sont les cafetières manuelles comme  la cafetière à piston aussi appelé French press, l'Aeropress inventé en 2005 par Alan Alder fondateur de la société Aeroibe Inc, le siphon inventé dans les années 1930, le V60 de la marque japonaise Hario avec un porte filtre en forme de V, le Kalita Wave produit japonais de la marque Kalita avec un porte filtre à fond plat, ou bien encore le Chemex inventé en 1941 par le docteur Peter Schlumbohm. 
En parallèle de ces méthodes manuelle existe aussi la cafetière électrique  inventée dans les années 1950.